# Miss Mundo Brasil 2009
Miss Mundo Brasil 2009 foi a 4ª edição de um concurso de beleza feminino sob a gestão da MMB Produções & Eventos (representada pelo empresário Henrique Fontes), a 20ª edição de realização de uma disputa específica para a eleição da brasileira para o concurso de Miss Mundo e o 50º ano de participação do Brasil na disputa internacional. Esta edição ocorreu pela segunda vez seguida no Estado do Rio de Janeiro, tendo sua final realizada no "Hotel do Frade" em Angra dos Reis, com transmissão da CNT. Disputaram o título trinta e oito (38) candidatas. Na ocasião, sagrou-se vencedora a mineira representante de Roraima, Luciana Sílvia de Souza Reis,  mais conhecida por seu nome artístico "Luciana Bertolini", curiosamente irmã da também Miss Mundo Brasil 1998, Adriana Reis.

## Resultados

### Colocações
| Colocação                                               | Representação & Candidata |
| ------------------------------------------------------- | --- |
| Vencedora                                               | - Roraima - Luciana Reis |
| 2º. Lugar                                               | - Espírito Santo - Lívia Barraque |
| 3º. Lugar                                               | - Distrito Federal - Lívia Nepomuceno |
| Finalistas (Em ordem final de classificação)            | - Pernambuco - Karine Barros - Acre - Karine Osório - Sergipe - Isabel Correa |
| Top 16 Semifinalistas (Em ordem final de classificação) | - Rio Grande do Norte - Daliane Menezes - Mato Grosso - Larissa Berté - Rio de Janeiro - Mariana Notarângelo - Minas Gerais - Jeanine de Castro - Paraíba - Alessandra Vilela - Ilha do Campeche - Anelise Laulau - Ilhabela - Karen Rizzato - Santa Catarina - Karine Nunes - Paraná - Cristiane Kampa - Bahia - Amanda Fróes |

### Premiações Especiais
O concurso distribuiu os seguintes prêmios este ano: 
| Colocação         | Representação & Candidata                 |
| ----------------- | ----------------------------------------- |
| Miss Amizade      | - Paraíba - Alessandra Vilela             |
| Miss Fotogenia    | - Amapá - Thalita Andrade                 |
| Melhor Sorriso    | - Ilhabela - Karen Rizzato                |
| Melhor Vestido    | - Ilha de Santa Catarina - Elisa Hoeppers |
| Miss Cordialidade | - Paraíba - Alessandra Vilela             |

## Misses Regionais
As candidatas mais bem classificadas por região do País:
| Prêmio                     | Representação & Candidata             |
| -------------------------- | ------------------------------------- |
| Miss Mundo Centro-Oeste    | - Distrito Federal - Lívia Nepomuceno |
| Miss Mundo Ilhas do Brasil | - Ilha do Campeche - Anelise Laulau   |
| Miss Mundo Nordeste        | - Pernambuco - Karine Barros          |
| Miss Mundo Norte           | - Acre - Karine Osório                |
| Miss Mundo Sudeste         | - Espírito Santo - Lívia Barraque     |
| Miss Sul Mundo             | - Santa Catarina - Karine Nunes       |

## Competição classificatória
As vencedoras das etapas classificatórias garantem vaga entre as semifinalistas: 

### Beach Beauty Brasil
| Prêmio     | Representação & Candidata                              |
| ---------- | ------------------------------------------------------ |
| 1          | - Rio de Janeiro - Mariana Notarângelo                 |
| 2          | - São Paulo - Jocasta Costa                            |
| 3          | - Distrito Federal - Lívia Nepomuceno                  |
| Finalistas | - Acre - Karine Osório - Ilha de Marajó - Jordana Sidô |

### Best Model Brasil
| Prêmio     | Representação & Candidata                                      |
| ---------- | -------------------------------------------------------------- |
| 1          | - Sergipe - Isabel Correa                                      |
| 2          | - Acre - Karine Osório                                         |
| 3          | - Rio Grande do Norte - Daliane Menezes                        |
| Finalistas | - Mato Grosso do Sul - Lorena Bueri - Tocantins - Karen Jasper |

### Miss Talento
| Prêmio     | Representação & Candidata                                         |
| ---------- | ----------------------------------------------------------------- |
| 1          | - Pernambuco - Karine Barros                                      |
| 2          | - Sergipe - Isabel Correa                                         |
| 3          | - Mato Grosso - Larissa Berté                                     |
| Finalistas | - Ilha de Itamaracá - Mírian Suzy - Ilha de Marajó - Jordana Sidô |

### Miss Sportswoman Brasil
| Prêmio     | Representação & Candidata                                                         |
| ---------- | --------------------------------------------------------------------------------- |
| 1          | - Ilha do Campeche - Anelise Laulau                                               |
| 2          | - Ilha de Santa Catarina - Elisa Hoeppers                                         |
| 3          | - Fernando de Noronha - Raquel Pedonni                                            |
| Finalistas | - Goiás - Maysa Chagas - Ilhabela - Karen Rizzato - Ilha de Marajó - Jordana Sidô |

### Beleza com Propósito
| Prêmio | Representação & Candidata  |
| ------ | -------------------------- |
| 1      | - Paraná - Cristiane Kampa |

### Miss Popularidade UOL
| Prêmio | Representação & Candidata |
| ------ | ------------------------- |
| 1      | - Bahia - Amanda Fróes    |

## Candidatas
Abaixo encontra-se a lista completa de candidatas deste ano:  

### Estaduais
| - Acre - Karine Osório - Alagoas - Camila Reis - Amapá - Thalita Andrade - Amazonas - Cecília Stadler - Bahia - Amanda Fróes - Ceará - Lillyan di Cárlly - Distrito Federal - Lívia Nepomuceno - Espírito Santo - Lívia Barraque - Goiás - Maysa Chagas | - Maranhão - Rafaella Lino - Mato Grosso - Larissa Berté - Mato Grosso do Sul - Lorena Bueri - Minas Gerais - Jeanine de Castro - Pará - Aline Silveira - Paraíba - Alessandra Vilela - Paraná - Cristiane Kampa - Pernambuco - Karine Barros - Piauí - Verbiany Leal | - Rio de Janeiro - Mariana Notarângelo - Rio Grande do Norte - Daliane Menezes - Rio Grande do Sul - Catiane Fredrez - Rondônia - Érica Henrique - Roraima - Luciana Reis - Santa Catarina - Karine Nunes - São Paulo - Jocasta Costa - Sergipe - Isabel Correa - Tocantins - Karen Jasper |

### Insulares
| - Abrolhos - Renata Marzolla - Atol das Rocas - Tatiana Kochi - Fernando de Noronha - Raquel Pedonni - Ilhabela - Karen Rizzato - Ilha de Itamaracá - Mírian Suzy - Ilha de Marajó - Jordana Sidô - Ilha de Santa Catarina - Elisa Hoeppers - Ilha do Campeche - Anelise Laulau - Ilha dos Marinheiros - Débora Secchi - São Pedro e São Paulo - Harumi Onomich - Trindade e Martim Vaz - Flávia Monteiro |

## Designações
Candidatas designadas para representar o Brasil em concursos internacionais à convite da organização:
Legenda
      A representante do Brasil venceu a disputa.
       A representante do Brasil parou na 2ª colocação.
       A representante do Brasil parou na 3ª colocação.
| Candidata & Posição no concurso        | Concurso                                                               | Posição                      |
| -------------------------------------- | ---------------------------------------------------------------------- | ---------------------------- |
| Luciana Reis (1ª colocada)             | Miss World 2009 (Final: Joanesburgo, África do Sul)                    | Top 16                       |
| Vivian Noronha (2ª colocada em 2008)   | Miss Tourism Queen International 2009 (Final: Zhengzhou, China)        | 2ª Colocada · Miss Charm     |
| Lívia Nepomuceno (3ª colocada)         | Reina Hispanoamericana 2009 (Final: Santa Cruz de la Sierra, Bolívia)  | 3ª Colocada · Chica Aero Sur |
| Anelize Garcia (3ª colocada em 2008)   | Reinado Internacional del Café 2009 (Final: Manizales, Colômbia)       | 5ª Colocada                  |
| Karine Barros (4ª colocada) 1          | Miss Tourism Queen International 2009 (Final: Zhengzhou, China)        |                              |
| Karine Osório (5ª colocada)            | Miss Supranational 2009 (Final: Płock, Polônia)                        | Top 15 · Rainha das Américas |
| Isabel Correa (6ª colocada)            | Best Model of the World 2009 (Final: Sofia, Bulgária)                  | Top 05 · Best Model Americas |
| Daliane Menezes (7ª colocada)          | Miss Friendship International 2009 (Final: Xianning, China)            | 3ª Colocada · Miss Biquini   |
| Mariana Notarângelo (9ª colocada)      | Miss Caraïbes Hibiscus 2009 (Final: Praia Maho, São Martinho)          |                              |
| Samara Valêncio (22ª colocada em 2007) | Reinado Internacional de la Ganadería 2009 (Final: Montería, Colômbia) |                              |
| Anuska Prado (1ª Colocada em 1996)     | Mrs. World 2009 (Final: Vũng Tàu, Vietnã)                              | Top 06                       |
| Mariana Bathke (Convidada)             | Miss Global Beauty Queen 2009 (Final: Daqing, China)                   | 5ª Colocada · Melhor Corpo   |

1 Karine Barros representou o arquipélago de Fernando de Noronha.